# Liste der Landkreise und Bezirksämter der Pfalz
Die Liste der Landkreise und Bezirksämter der Pfalz enthält alle Bezirksämter und Landkreise, die jemals in der Pfalz existiert haben oder noch existieren.

## Abkürzungen
- A = Auflösung
- E = Eingliederung
- GA = Gebietsaustausch
- KV = Sitz der Kreisverwaltung / des Landratsamtes
- Landgericht ä. O. = Landgericht älterer Ordnung, Verwaltungseinheit vor der Einführung der Bezirksämter
- N = Neubildung
- NÄ = Namensänderung
- TA = Ausgliederung eines Teils (Teilausgliederung)
- TU = Umgliederung eines Teils (Teilumgliederung)
- U = Umgliederung
- (grt) = größtenteils (in der Regel der Teil mit der ehemaligen Kreisstadt)
- (t) = teilweise

Hinweis
Die Ausgliederung aus Bayern wird ohne eine weitere Angabe nur mit der Abkürzung U angegeben.

## Liste
| Bezirksamt Landkreis         | Datum      | Maßnahme, ggf. Sitz der Bezirks- bzw. Kreisverwaltung                                                                 |
| ---------------------------- | ---------- | --- |
| Bad Dürkheim                 | 07.06.1969 | N < Frankenthal (Pfalz) (t) und Neustadt an der Weinstraße (t); KV in Neustadt an der Weinstraße                      |
| Bad Dürkheim                 | 05.04.1971 | KV in Bad Dürkheim |
| Bergzabern                   | 01.07.1862 | N < Landkommissariat Bergzabern (Landgerichte ä. O. Annweiler und Bergzabern)                                         |
| Bergzabern                   | 10.07.1945 | U |
| Bergzabern                   | 07.06.1969 | A > Landkreis Landau-Bad Bergzabern                                                                                   |
| Cusel                        | 01.07.1862 | N < Landkommissariat Cusel (Landgerichte ä. O. Cusel, Lauterecken und Wolfstein)                                      |
| Cusel                        | 1865       | NÄ > Kusel |
| Donnersbergkreis             | 07.06.1969 | N < Kirchheimbolanden (t) und Rockenhausen (t); KV in Kirchheimbolanden                                               |
| Dürkheim                     | 01.10.1902 | N < Neustadt an der Haardt (t); KV in Dürkheim                                                                        |
| Dürkheim                     | 1904       | KV in Bad Dürkheim |
| Dürkheim                     | 1931       | A > Neustadt an der Haardt                                                                                            |
| Frankenthal                  | 01.07.1862 | N < Landkommissariat Frankenthal (Landgerichte ä. O. Frankenthal und Grünstadt)                                       |
| Frankenthal                  | 01.03.1920 | TA > kreisunmittelbare Stadt Frankenthal                                                                              |
| Frankenthal                  | 1938       | TA > Ludwigshafen a.Rhein                                                                                             |
| Frankenthal                  | 10.07.1945 | U |
| Frankenthal                  | 1953       | NÄ > Frankenthal (Pfalz)                                                                                              |
| Frankenthal (Pfalz)          | 1953       | NÄ < Frankenthal |
| Frankenthal (Pfalz)          | 07.06.1969 | A > Bad Dürkheim (grt) und Ludwigshafen                                                                               |
| Germersheim                  | 01.07.1862 | N < Landkommissariat Germersheim (Landgerichte ä. O. Germersheim und Kandel)                                          |
| Germersheim                  | 10.07.1945 | U |
| Homburg                      | 01.07.1862 | N < Landkommissariat Homburg (Landgerichte ä. O. Homburg, Landstuhl und Waldmohr)                                     |
| Homburg                      | 1868       | TA > Zweibrücken |
| Homburg                      | 1920       | TU > Saargebiet |
| Homburg                      | 01.07.1920 | A > Kaiserslautern, Kusel und Zweibrücken (grt)                                                                       |
| Kaiserslautern               | 01.07.1862 | N < Landkommissariat Kaiserslautern (Landgerichte ä. O. Kaiserslautern, Otterberg und Winnweiler)                     |
| Kaiserslautern               | 1900       | TA > Rockenhausen |
| Kaiserslautern               | 01.03.1920 | TA > Stadtkreis Kaiserslautern                                                                                        |
| Kaiserslautern               | 01.07.1920 | E < Homburg (t) |
| Kaiserslautern               | 10.07.1945 | U |
| Kaiserslautern               | 22.04.1972 | E < Kusel (t) und Zweibrücken (t); GÄ <> Pirmasens                                                                    |
| Kirchheimbolanden            | 01.07.1862 | N < Landkommissariat Kirchheimbolanden (Landgerichte ä. O. Göllheim, Kirchheimbolanden, Obermoschel und Rockenhausen) |
| Kirchheimbolanden            | 1900       | TA > Rockenhausen |
| Kirchheimbolanden            | 10.07.1945 | U |
| Kirchheimbolanden            | 07.06.1969 | A > Donnersbergkreis                                                                                                  |
| Kusel                        | 1865       | NÄ < Cusel |
| Kusel                        | 01.07.1920 | TE < Homburg |
| Kusel                        | 10.07.1945 | U |
| Kusel                        | 22.04.1972 | TA > Kaiserslautern                                                                                                   |
| Landau i.d.Pfalz             | 01.07.1862 | N < Landkommissariat Landau (Landgerichte ä. O. Edenkoben und Landau)                                                 |
| Landau i.d.Pfalz             | 01.01.1910 | TA > kreisunmittelbare Stadt Landau i.d.Pfalz                                                                         |
| Landau i.d.Pfalz             | 01.04.1937 | TA > kreisunmittelbare Stadt Landau i.d.Pfalz                                                                         |
| Landau i.d.Pfalz             | 01.04.1940 | E < kreisfreie Stadt Landau i.d.Pfalz                                                                                 |
| Landau i.d.Pfalz             | 10.07.1945 | U |
| Landau i.d.Pfalz             | ?          | TA > Stadtkreis Landau i.d.Pf.                                                                                        |
| Landau i.d.Pfalz             | 1960       | NÄ > Landau in der Pfalz                                                                                              |
| Landau in der Pfalz          | 1960       | NÄ < Landau i.d.Pf.                                                                                                   |
| Landau in der Pfalz          | 07.06.1969 | A > Landau-Bad Bergzabern                                                                                             |
| Landau-Bad Bergzabern        | 07.06.1969 | N < Bergzabern (t) und Landau in der Pfalz (t); KV in Landau in der Pfalz                                             |
| Landau-Bad Bergzabern        | 22.04.1972 | TA > kreisfreie Stadt Landau in der Pfalz                                                                             |
| Landau-Bad Bergzabern        | 01.01.1978 | NÄ > Südliche Weinstraße                                                                                              |
| Ludwigshafen a.Rhein         | 1886       | N < Speyer |
| Ludwigshafen a.Rhein         | 01.03.1920 | TA > kreisunmittelbare Stadt Ludwigshafen a.Rhein                                                                     |
| Ludwigshafen a.Rhein         | 01.01.1930 | TE < Speyer |
| Ludwigshafen a.Rhein         | 1938       | TE < Frankenthal (Pfalz); TA > kreisunmittelbare Stadt Ludwigshafen a.Rhein                                           |
| Ludwigshafen a.Rhein         | 10.07.1945 | U |
| Ludwigshafen a.Rhein         | 1960       | A > Ludwigshafen am Rhein                                                                                             |
| Ludwigshafen am Rhein        | 1960       | NÄ < Ludwigshafen a.Rhein                                                                                             |
| Ludwigshafen am Rhein        | 07.06.1969 | A > Ludwigshafen |
| Ludwigshafen                 | 07.06.1969 | N < Frankenthal (Pfalz) (t), Ludwigshafen am Rhein und Speyer                                                         |
| Ludwigshafen                 | 16.03.1974 | TA > kreisfreie Stadt Ludwigshafen am Rhein                                                                           |
| Ludwigshafen                 | 01.01.2004 | NÄ > Rhein-Pfalz-Kreis                                                                                                |
| Neustadt a.HaardtI           | 01.07.1862 | N < Landkommissariat Neustadt a.Haardt (Landgerichte ä. O. Dürkheim und Neustadt a.Haardt)                            |
| Neustadt a.HaardtI           | 1902       | TA > Dürkheim |
| Neustadt a.HaardtI           | 01.03.1920 | TA > kreisunmittelbare Stadt Neustadt a.Haardt                                                                        |
| Neustadt a.HaardtI           | 1931       | E < Dürkheim |
| Neustadt a.HaardtI           | 12.11.1936 | NÄ > Neustadt an der Weinstraße                                                                                       |
| Neustadt an der WeinstraßeI  | 12.11.1936 | NÄ < Neustadt a.Haardt                                                                                                |
| Neustadt an der WeinstraßeI  | 04.07.1945 | NÄ > Neustadt a.Haardt                                                                                                |
| Neustadt a.HaardtII          | 04.07.1945 | NÄ < Neustadt an der Weinstraße                                                                                       |
| Neustadt a.HaardtII          | 10.07.1945 | U |
| Neustadt a.HaardtII          | 28.09.1950 | NÄ > Neustadt an der Weinstraße                                                                                       |
| Neustadt an der WeinstraßeII | 28.09.1950 | NÄ < Neustadt a.Haardt                                                                                                |
| Neustadt an der WeinstraßeII | 07.06.1969 | A > Bad Dürkheim |
| Pirmasens                    | 01.07.1862 | N < Landkommissariat Pirmasens (Landgerichte ä. O. Dahn, Pirmasens und Waldfischbach)                                 |
| Pirmasens                    | 01.03.1920 | TA > Stadtkreis Pirmasens                                                                                             |
| Pirmasens                    | 10.07.1945 | U |
| Pirmasens                    | 22.04.1972 | E < Zweibrücken; GA <> Kaiserslautern; TA > kreisfreie Stadt Pirmasens                                                |
| Pirmasens                    | 01.01.1997 | NÄ > Südwestpfalz |
| Rhein-Pfalz-Kreis            | 01.01.2004 | NÄ < Ludwigshafen; KV in Ludwigshafen am Rhein                                                                        |
| Rockenhausen                 | 1900       | N < Kaiserslautern (t) und Kirchheimbolanden (t)                                                                      |
| Rockenhausen                 | 10.07.1945 | U |
| Rockenhausen                 | 07.06.1969 | A > Donnersbergkreis                                                                                                  |
| Sankt Ingbert                | 1902       | N < Zweibrücken (t)                                                                                                   |
| Sankt Ingbert                | 1920       | U > Saargebiet |
| Speyer                       | 01.07.1862 | N < Landkommissariat Speyer (Landgerichte ä. O. Ludwigshafen am Rhein und Speyer)                                     |
| Speyer                       | 1886       | TA > Ludwigshafen a.Rhein                                                                                             |
| Speyer                       | 01.03.1920 | TA > Stadtkreis Speyer                                                                                                |
| Speyer                       | 01.01.1930 | TA > Ludwigshafen a.Rhein                                                                                             |
| Speyer                       | 10.07.1945 | U |
| Speyer                       | 07.06.1969 | A > Ludwigshafen |
| Südliche Weinstraße          | 01.01.1978 | NÄ < Landau-Bad Bergzabern; KV in Landau in der Pfalz                                                                 |
| Südwestpfalz                 | 01.01.1997 | NÄ < Pirmasens; KV in Pirmasens                                                                                       |
| Zweibrücken                  | 01.07.1862 | N < Landkommissariat Zweibrücken (Landgerichte ä. O. Blieskastel, Hornbach und Zweibrücken)                           |
| Zweibrücken                  | 1868       | TE < Homburg |
| Zweibrücken                  | 1902       | TA > Sankt Ingbert |
| Zweibrücken                  | 01.03.1920 | TA > Stadtkreis Zweibrücken                                                                                           |
| Zweibrücken                  | 1938       | TA > Stadtkreis Zweibrücken                                                                                           |
| Zweibrücken                  | 10.07.1945 | U |
| Zweibrücken                  | 22.04.1972 | A > Kaiserslautern, Pirmasens (grt) und kreisfreie Stadt Zweibrücken                                                  |